# Norville
Norville település Franciaországban, Seine-Maritime megyében. Lakosainak száma 996 fő (2022. január 1.). Norville Saint-Maurice-d’Ételan, Vatteville-la-Rue, Rives-en-Seine és Port-Jérôme-sur-Seine községekkel határos.

## Népesség
A település népességének változása:
| Lakosok száma | 900  | 944  | 992  | 987  | 993  | 1001 | 995  | 995  | 996  |
|               | 2013 | 2015 | 2016 | 2017 | 2018 | 2019 | 2020 | 2021 | 2022 |